# Michael Monaghan (évêque)
Michael Monaghan, né en 1812 à Ardagh et mort le 14 juillet 1855 à Saint-Thomas, est un ecclésiastique catholique irlandais, premier évêque de Roseau en Dominique de 1851 à 1855.

## Biographie
Né en Irlande en 1812, il est formé pour la prêtrise au St Patrick's College de Maynooth. Il est envoyé comme curé dans ce qui est encore le vicariat apostolique de Trinité. Quand ce dernier devient un archidiocèse de plein exercice, il devient le premier évêque du diocèse de Roseau qui est érigé au même moment. Il est ordonné évêque par son compatriote Richard Patrick Smith (en), nouvel archevêque de Port-d'Espagne le 16 février 1851. Il meurt le 14 juillet 1855 à Saint-Thomas lors d'une visite aux paroisses de cette île qui étaient alors rattachées à son diocèse.